# Silvio Bernicoli
Silvio Bernicoli (Ravenna, 9 ottobre 1857 – Ravenna, 20 novembre 1936) è stato un bibliotecario italiano.

## Biografia
Nato a Ravenna nel 1857, seguì nella città natale gli studi al liceo ginnasio per poi iscriversi alla facoltà di scienze naturali dell'Università di Pisa. Interruppe gli studi nel 1877 per iniziare a lavorare alla Biblioteca Classense. Ricoprì il ruolo di vice-bibliotecario dal 1882 al 1902 per poi diventare responsabile dell'Archivio storico di Ravenna dal 1902 al 1936.
Lavorò a lungo alla catalogazione e agli inventari, valorizzando gli antichi incunaboli stipati nei sotterranei del convento di Classe. Catalogò un migliaio di mappe dell'antico territorio ravennate e prese parte al vaglio di importanti fondi sulla storia locale, argomento sul quale scrisse numerose opere.

## Opere (parziale)
- Inventario dei manoscritti della Biblioteca Classense di Ravenna, Forlì, 1895
- Documenti inediti sul Castello di Polenta, Ravenna, 1897
- Governi di Ravenna e di Romagna dalla fine del secolo XII alla fine del secolo XIX : tavole di cronologia, Ravenna, 1898
- Sigillo antico della città di Ravenna, Ravenna, 1900
- Piccola guida di Ravenna, Ravenna, 1904
- Piccola guida illustrata di Ravenna, Ravenna, 1914
- La pescheria e il mercato coperto di Ravenna, Ravenna, 1920
- Le torri della città e del territorio di Ravenna, Ravenna, 1923
- Librai e tipografi in Ravenna a tutto il secolo XVI, Bologna, 1935
- Romagna nel principio del secolo XVII, informazione ufficiale contemporanea
- Documenti dell'Archivio storico comunale di Ravenna anteriori al secolo XII

## Riconoscimenti
A Ravenna è a lui dedicata una via in prossimità del centro storico.